# Colonnes de Gediminas
Les colonnes de Gediminas ou piliers de Gediminas (en lituanien : Gediminaičių stulpai) sont l'un des premiers symboles de la Lituanie et de ses armoiries historiques. Ils ont été utilisés au grand-duché de Lituanie, initialement comme insigne personnel des dirigeants, symbole d'État, et plus tard comme une partie des signes héraldiques de l'aristocratie dirigeante.
Les colonnes de Gediminas constituent l'un des symboles les plus importants de l'État lituanien, le symbole du souverain, utilisé par les dirigeants Gédiminides et Jagellon. La première utilisation connue remonte à 1397. Dans le sceau de Vytautas le Grand, plus tard, les régiments subordonnés à Vytautas ont défilé avec des drapeaux marqués de ce signe lors de la bataille de Grunwald. Les colonnes de Gediminas sont d'origine locale et déployés sur les panneaux marquant la propriété. Les nobles lituaniens utilisaient leurs propres signes, qui consistaient en des compositions de lignes abstraites, avant l'Union de Horodlė. Les colonnes de Gediminas sont représentées dans les armoiries du vieux Trakai. Dans la Lituanie de l'entre-deux-guerres, les colonnes de Gediminas étaient également un symbole de l'armée lituanienne — les chars et les armes à feu en étaient marqués —. Le drapeau et les insignes de l'armée lituanienne sont les colonnes de Gediminas.

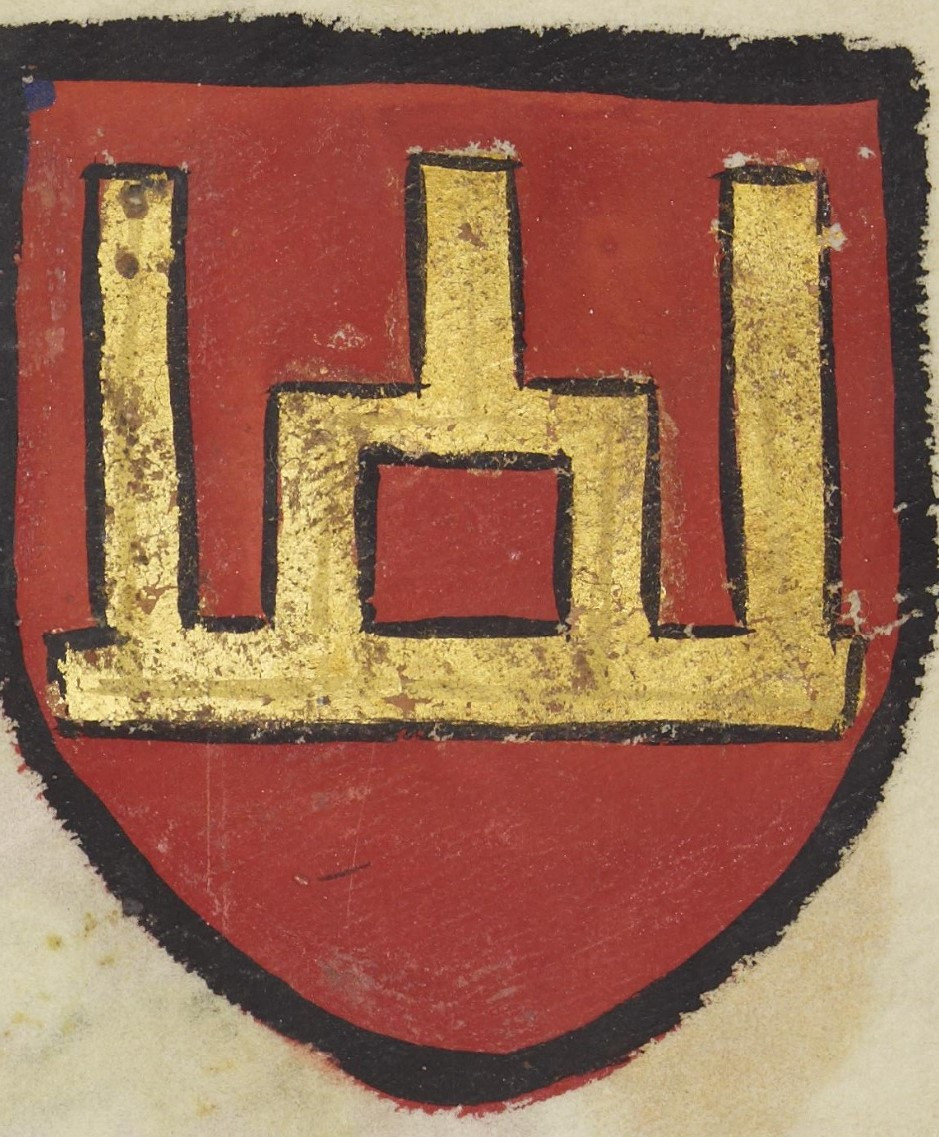
Colonnes de Gediminas dessinées dans un armorial par un héraut portugais au concile de Constance en 1416.

## Nom
Le nom « colonnes de Gediminas » a été donné au XIXe siècle par l'historien lituanien Teodor Narbutt, qui supposait que le symbole était l'insigne de Gediminas.